# ماکینگ برد
ماکینگ برد (به انگلیسی: Mockingbird) اسم رمز چندین شخصیت خیالی در کتاب‌های کامیک آمریکایی منتشر شده توسط دی‌سی کامیکس است و به افرادی دلالت می‌کند که مسئولیت گروه ابرتبهکار سیکرت سیکس را به عهده دارند. ماکینگ برد همچنین به کسانی که در اتهامات و جرائم شش شخصیت شرور پنهان کار دست دارند گفته می‌شود.
نخستین ماکینگ برد از تیم سیکرت سیکس لکس لوتر بود. اما پس از اینکه او تیم را رها نمود، آن‌ها به طور مستقل کار می‌کردند تا هنگامی که ماکینگ برد جدیدی آشکار شد و به آن‌ها مأموریت داد. این ماکینگ برد نیز با نام آماندا والر فاش شد. همچنین نام ریدلر نیز به عنوان یکی از ماکینگ برد آشکار شده بود.